# Mumuye
Mumuye – lud afrykański w Nigerii, stanowiący największą grupę w stanie Taraba. Zamieszkują również stan Adamawa. Mumuye sąsiaduje z ludami: Chamba, Mama, Bata. Liczebność plemienia wynosi 628 tys. osób. Mówią językiem mumuye.

## Historia
W pewnym okresie Mumuye zostało podbite i zniewolone przez imperium Junkun. Jednak uzyskali niepodległość, gdy w 1893 roku Fulani wyparli Junkun na wzgórza. Mumuye pozostają niezależni od Fulani i innych wpływów zewnętrznych, mimo że Fulani mieszkają wśród nich.

## Obyczaje i zwyczaje
Mumuye są przede wszystkim rolnikami. Uprawiają głównie: proso, imbir, fasolę, ignam, squasha, orzeszki ziemne i owoce cytrusowe. Mężczyźni zajmują się uprawą roli, a kobiety łuskaniem i zbieraniem plonów, pomagają mężom w lekkiej pracy. W ostatnich latach niektórzy z Mumuye porzucili ich rolniczy sposób życia, w poszukiwaniu lepszych miejsc pracy i wyemigrowali do miast. Mumuye żyją w społeczeństwie patriarchalnym (zdominowanym przez mężczyzn). Na czele każdej wioski stoi najstarszy mężczyzna. Jest on odpowiedzialny za obsługę wszystkich regionalnych i rodzinnych sporów.
Poligamia (posiadania wielu żon) jest powszechną praktyką wśród Mumuye. Chociaż nie istnieje prawne ograniczenie, mężczyzna zazwyczaj posiada jedną lub dwie żony. Po ślubie para pozostaje u rodziny żony, aż do narodzenia pierwszego dziecka.
Mumuye posiadają unikatowy wygląd. Ich charakterystyczny styl ubierania się wyraźnie odróżnia ich od swoich sąsiadów. Mężczyźni noszą jeden lub kilka pasów skórzanych, których końce są ozdobione koralikami i cowries (jasne muszle). Z pasami są również noszone kozie skóry. Zarówno mężczyźni jak i kobiety noszą koraliki i bransolety i obrączki z brązu i żelaza, także kawałki drewna w uszach. Kobiety także tatuażują swoje brzuchy i noszą słomę i drewno w swoich przekłutych nozdrzach.
Jedną z ważniejszych uroczystości wśród Mumuye jest coroczny festiwal yam. W obchodach dwóch mężczyzn uroczyście ubranych tańczy naprzeciwko siebie. Ich stroje zawierają słomiane kapelusze z piórami, oraz drewniane maski, rogi, tarcze i długie skórzane ubiory.

## Wierzenia
Zarówno Mumuye z Kamerunu, jak i z Nigerii, są z tradycyjnych religii animistycznych (wiara, że martwe przedmioty mają dusze). Wierzą w wielu bogów i duchy, ze słońcem (La) jako Istoty Najwyższej. Każda wioska ma dom „tsafi” w którym obrazy tych bogów są przechowywane i gdzie składane są regularne ofiary. Również czczone są czaszki przodków, które są przechowywane przez Starszego wioski. Mumuye należą do różnych kultów, które czczą swoich przodków i niewidzialne moce, także piją alkohol. Ceremonialne rogi i maski są używane do specjalnych tańców wykonywanych w swoich kultowych rytuałach.
Wielu Mumuye wierzy, że nie ma życia po śmierci. Jednak niektórzy uważają, że dobrzy ludzie rodzą się ponownie, po tym jak są martwi przez dwa lata, a niesprawiedliwi nie mają życia w przyszłości.
Religia: animizm: 44%, chrześcijaństwo: 29% (Kościół rzymskokatolicki: 18%, ewangelikalizm: 6%), islam: 27%.